# Wainaku
Wainaku est une localité du comté d'Hawaï, à Hawaï, aux États-Unis d'Amérique.

## Démographie
| 2000 | 2010  | - | - | - | - |
| ---- | ----- | - | - | - | - |
| 952  | 1 224 | - | - | - | - |

Le recensement de 2010 a indiqué une population de 1 224 habitants.